# Martin Luther Storm
Martin Luther Storm, född den 6 november 1836 i Arendal, död den 23 november 1916 i Førde, var en norsk agronom och skogsvetare. Han var bror till Vilhelm Ferdinand Johan Storm, kusin till Johan Frederik Breda, Oscar Wilhelm Eugen och Gustav Storm. 
Storm, som sedan 1861 var lärare vid och 1873-1907 föreståndare för Nordre Bergenhus amts lantbruksskola på Mo, var en föregångsman inom lantbruket och skogskulturen, i praktik inte mindre än i teori, inte minst som redaktör av "Bergens tidendes" lantbruksavdelning.